# Batasio dayi
Batasio dayi es una especie de pez de la familia Bagridae en el orden de los Siluriformes.

## Morfología
Los machos pueden llegar alcanzar los 8,3 cm de longitud total.

## Distribución geográfica
Se encuentran en las cuencas del río Irrawaddy y Salween en Birmania.